# 隣の行方
「隣の行方」（となりのゆくえ）は、2016年2月10日、ビーイングから発売された新山詩織の7枚目のシングル。

## 解説
自身の20歳の誕生日にリリースとなった本作は表題曲は19歳の彼女が、日常の一コマを自身の目線で切り取り、瑞々しい感性で描いた恋の歌で、大人でもなければ子供でもない彼女の一言一言に甘酸っぱい気持ちを思い出す作品となっている。
表題曲は日本テレビ「バズリズム」及びチバテレビ「MUSIC LAUNCHER」2月度オープニングテーマ、カップリング「もう、行かなくちゃ」は映画「ホテルコパン」主題歌として起用された。
初回限定盤は表題曲のプロモーションビデオを、LIVE盤は2015年7月18日に東京都のライブ会場、LIQUIDROOMで行った「2ndライブツアー「ハローグッバイ」」の模様を収録した。
新山詩織はこのシングルで初のオリコンチャートTOP15入りを果たした。

## 収録曲
全作詞：新山詩織

### CD
1. 隣の行方
作曲：小林章太郎　編曲：楠野功太郎
2. もう、行かなくちゃ。
作曲：小澤正澄　編曲：笹路正徳
3. 隣の行方 (instrumental)

### DVD
初回限定盤
1. 隣の行方 (Music Video)

LIVE盤
1. Winding Road
作曲：加藤裕介
2. sunny day
作曲：堀尚彦
3. 絶対
作曲：新山詩織
4. 午後3時
作曲：新山詩織
5. 好きなのに
作曲：松隈ケンタ
6. 気まぐれ
作曲：新山詩織
7. しおりのR&R
作曲：笹路正則
8. 17歳の夏
作曲：小澤正澄
9. フィルム
作曲：山口篤
10. Dear friend
作曲：鈴木まなか・7th avenue
11. Hello
作曲：藤本貴則

## レコーディング参加
- 新山詩織 - ボーカル(#1, 2)、アコースティックギター(#2)
  - 楠野功太郎 - ギター、プログラミング (#1)
  - 土方隆行 - ギター (#2)
  - SHIZUKA（Chelsy） - ベース (#1)
  - 美久月千晴 - ベース (#2)
  - AMI（Chelsy） - ドラム (#1)
  - 河村智康 - ドラム (#2)
  - 笹路正徳 - ピアノ、オルガン、タンバリン (#2)
  - Mar.na - コーラス (#1)